# Freccia del Brabante 1963
La Freccia del Brabante 1963, terza edizione della corsa, si svolse il 3 aprile su un percorso di 185 km, con partenza ed arrivo a Bruxelles. Fu vinta dal belga Jos Wouters della squadra Solo-Terrot-Van Steenbergen davanti ai connazionali Emile Daems e Gustaaf De Smet.

## Ordine d'arrivo (Top 10)
| Pos. | Corridore        | Squadra                     | Tempo    |
| ---- | ---------------- | --------------------------- | -------- |
| 1    | Jos Wouters      | Solo-Terrot-Van Steenbergen | 4h42'00" |
| 2    | Emile Daems      | Peugeot-BP-Englebert        | a 1"     |
| 3    | Gustaaf De Smet  | Wiel's-Groen Leeuw          | a 2"     |
| 4    | Michel Van Aerde | Solo-Terrot-Van Steenbergen | s.t.     |
| 5    | Benoni Beheyt    | Wiel's-Groen Leeuw          | s.t.     |
| 6    | Robert Seneca    | Solo-Terrot-Van Steenbergen | s.t.     |
| 7    | Jan Janssen      | Pelforth-Sauvage-Lejeune    | s.t.     |
| 8    | Lode Troonbeeckx | Dr. Mann Labo               | s.t.     |
| 9    | Jos Dewit        | Pelforth-Sauvage-Lejeune    | s.t.     |
| 10   | Willy Raes       | Dr. Mann Labo               | s.t.     |